# Harfeld
Harfeld (auch Harvelde, Haarfeld) ist ein wüst gefallener Ort in der Nähe von Winterberg im Hochsauerlandkreis (Nordrhein-Westfalen). Er lag in der Nähe der Ruhrquelle.

## Geschichte
Die Siedlung bestand aus 16 Höfen und gehörte kirchlich zur Pfarrei Grönebach. Sie lag unterhalb der Ruhrquelle im Tal der Voßmecke. Einen Hinweis auf den Siedlungsplatz gibt die Flurbezeichnung „In der Hausstätte“. Lehensherren einiger der Güter waren die Edelherren von Büren. Die älteste urkundliche Überlieferung stammt aus dem Jahr 1387, als Gerlach von Diedenshausen dem Ritter Broseke von Viermund den Zehnt zu Harfeld im Ruhrtal verkaufte. Der Ort soll um 1530 wüst gefallen sein. In einer Urkunde des Klosters Glindfeld aus dem Jahr 1543 heißt es, das Dorf Harfeld sei wüst und die Bewohner wegen kriegerischer Zeiten nach Winterberg gezogen. Sie behielten aber ihre Rechte an der Gemarkung bei. Diese gehörte dann später als Mark Harfeld zu Winterberg. Als solche erscheint sie urkundlich zum ersten Mal im Jahr 1485. Im Jahr 1665 wurde erstmals ein Markenbuch angelegt, in dem die Namen der Markberechtigten und ihrer 16 Güter aufgeschrieben wurden. Im Jahr 1913 wurde die damalige Größe der Mark mit 491 Hektar angegeben.
Grabungen um das Jahr 1900 in der Voßmecke legten zerstörte Rennfeueröfen und eine Eisenschlackenhalde frei. Das spricht dafür, dass dort im Mittelalter eine Eisenverarbeitung vorgenommen wurde. Das Eisenerz stammte möglicherweise aus dem nahe gelegenen Rimberg.